# 6977 Жокур
6977 Жокур (6977 Jaucourt) — астероїд головного поясу, відкритий 20 липня 1993 року.
Тіссеранів параметр щодо Юпітера — 3,604.